# 李琳琦
李琳琦（1965年3月—），安徽枞阳人，中国徽学研究专家，享受国务院特殊津贴专家，曾任淮南师范学院院长。

## 生平
1985年毕业于安徽师范大学历史系，1988年获安徽师范大学硕士学位，同年留校任教。1996年于华东师范大学获博士学位。曾任安徽师范大学历史与社会学院院长，研究生院院长，副校长、党委副书记等职。
2019年11月，调任淮南师范学院党委副书记、院长。2022年5月，不再担任淮南师范学院党委副书记、院长职务。

## 学术贡献
主要从事徽州文化、安徽历史和中国考试制度史的研究工作。主持国家社科基金项目等十余项，研究成果曾获国家社科基金项目优秀成果奖、全国普通高校人文社科研究成果奖、中国出版政府奖提名奖、安徽省社会科学优秀成果奖等奖励。先后入选“新世纪百千万人才工程”、中宣部文化名家暨“四个一批”人才、万人计划哲学社会科学领军人才等人才项目。2004年被评为安徽省模范教师，2007年被评为安徽省先进工作者。

## 社会兼职
安徽省政协委员，中国史学会理事，中国商业史学会副会长，中国经济史学会理事，中国明史学会理事，安徽省历史学会会长，全国教育专业学位教育指导委员会委员，全国高等学校历史学教学指导委员会委员。

## 著作
- 《徽商研究》（合著）（1995年，安徽人民出版社）
- 《徽商与明清徽州教育》（2003年，湖北教育出版社）
- 《徽州教育——徽州文化全书》（2005年，安徽人民出版社）
- 《话说徽商》（主编）（2006年，中华工商联合出版社）
- 《“解码徽商”丛书·《经营之道》》（2016年，安徽师范大学出版社）
- 《徽商会馆公所征信录汇编》（主编）（2016年，人民出版社）